# Oratorio di Sant'Antonio di Padova e di San Francesco di Paola
L'Oratorio di Sant’Antonio di Padova e di San Francesco di Paola è una chiesa sussidiaria ubicata in località Schioppo, nel comune di Montecchia di Crosara, in provincia di Verona e diocesi di Vicenza; fa parte del Vicariato di San Bonifacio-Montecchia di Crosara.

## Storia
L'oratorio era una chiesetta gentilizia della famiglia Brenzoni di Verona. Fu Gaspare Brenzoni, nel 1719, a chiedere di erigere un oratorio pubblico sui terreni suoi e delle famiglie Schioppo e Zamboni, anch'esse di Verona.
Nel tempo le stesse nobili famiglie erano diventate proprietarie anche della villa con annesso podere agricolo, subentrando, per ultima, la famiglia Zamboni, ancora oggi proprietaria del luogo di culto che ha fatto restaurare nel 2014.

## Descrizione

### La facciata
La facciata, incorporata nelle abitazioni e rivolta verso la strada, a settentrione, è semplice, a capanna, con portale rettangolare nel cui timpano è presente lo stemma dei Brenzoni. L'iscrizione sottostante ricorda i santi titolari dell'oratorio.
Un cornicione in pietra locale è presente al termine del timpano superiore, al cui culmine vi è una croce metallica su basamento in pietra.

### Interno
L'interno presenta un'aula a pianta rettangolare con un solo altare, sovrastato da una pala raffigurante La Vergine in trono tra i Santi Antonio e Francesco di Paola, attribuita al pittore di origine veneziana Simone Brentana e realizzata nel 1720
Il soffitto è stato decorato con pitture nel 1871.

## Campanile e campane
La chiesa possiede un campanile a vela, sormontato da una croce metallica, con una campana montata a slancio.